# Бернати-Середні
Бернати-Середні (пол. Biernaty Średnie) — село в Польщі, у гміні Лосиці Лосицького повіту Мазовецького воєводства.
Населення — 114 осіб (2011).
У 1975-1998 роках село належало до Білопідляського воєводства.

## Демографія
Демографічна структура станом на 31 березня 2011 року:
|          | Загалом | Допрацездатний вік | Працездатний вік | Постпрацездатний вік |
| -------- | ------- | ------------------ | ---------------- | -------------------- |
| Чоловіки | 59      | 11                 | 39               | 9                    |
| Жінки    | 55      | 9                  | 32               | 14                   |
| Разом    | 114     | 20                 | 71               | 23                   |